# 水越浩士
水越 浩士（みずこし こうし、1938年（昭和13年）9月1日 - ）は、日本の実業家。神戸製鋼所会長。朝鮮京城府の生まれで、1945年引き揚げ後中学校まで父の郷里広島県豊田郡大崎上島で育つ。東京教育大学附属駒場高等学校を経て1961年3月に東京大学経済学部を卒業し、同年に神戸製鋼所入社。

## 概要
社長秘書役、鉄鋼生産本部管理部（営業総括）、企画部門などを歴任し、企画担当時代にはUSスチールとの合弁事業・プロテックの設立や、のちに同社の主力事業の一つとなるIPP（電力卸売）事業への参入などを手がけた。1999年から2004年まで神戸製鋼所社長。社長就任時より導入された社内カンパニー制の指揮や、日本高周波工業の子会社化、新日本製鐵、住友金属との三社間資本提携などを進め、阪神・淡路大震災による大損失や鉄鋼不況を乗り切り、神戸製鋼所の業績回復に道筋をつけた。1999年5月には日本鉄鋼連盟副会長となるが、神鋼の総会屋利益供与事件が発生し、責任をとって鉄連副会長職をわずか半年で辞任した。
2004年より神戸製鋼所会長となり、同社出身では4人目となる神戸商工会議所会頭となる。2005年5月からは関西経済連合会副会長。2006年現在、日本商工会議所副会頭他を兼務。
2009年に、加古川・高砂両製鉄所と長府製造所が、地元議会議員の選挙資金を肩代わりしていた問題が発覚し、同年3月に会長職を引責辞任した。同年2億7300万円の役員報酬を受けた。

## 略歴
- 1961年4月 神戸製鋼所入社
- 1989年6月 神戸製鋼所取締役
- 1991年6月 神戸製鋼所常務
- 1993年6月 神戸製鋼所専務
- 1996年6月 神戸製鋼所副社長
- 1999年4月 神戸製鋼所社長
- 2004年4月 神戸製鋼所会長

## 人物
永井荷風、吉村昭、阿川弘之、小林恭二、サマセット・モームなどの作品を好む。座右の銘は論語の「己の欲せざる所は、人に施す勿れ」と、聖書の「汝らの中、罪なき者石を投げ打て」。